# Helina cyanea
Helina cyanea är en tvåvingeart som först beskrevs av Stein 1906.  Helina cyanea ingår i släktet Helina och familjen husflugor.
Artens utbredningsområde är Madagaskar. Inga underarter finns listade i Catalogue of Life.